# Orlaya daucoides
Orlaya daucoides é uma espécie de planta com flor pertencente à família Apiaceae. 
A autoridade científica da espécie é (L.) Greuter, tendo sido publicada em Boissiera xiii. 92 (1967).

## Portugal
Trata-se de uma espécie presente no território português, nomeadamente em Portugal Continental.
Em termos de naturalidade é nativa da região atrás indicada.

## Protecção
Não se encontra protegida por legislação portuguesa ou da Comunidade Europeia.